# Kevin Palacios
Kevin Alexánder Palacios Salazar (Quibdó, Chocó; 31 de enero de 2000) es un futbolista colombiano. Juega como extremo en el Club Santos Laguna de la Primera División de México

## Carrera en clubes

### Fortaleza

#### Llegada al profesionalismo (2019)
Tras pasar casi un año compitiendo en las inferiores de Fortaleza; finalmente el 10 de abril de 2019 se da su debut, convocado por Germán Barato, el entonces técnico del equipo, a un partido por la Copa Colombia 2019 ante Tigres, ingresando al juego como inicialista.

#### Consolidación como profesional (2020-21)
Firma su primer contrato como profesional en enero de 2020, mismo año en el que consigue regularidad en convocatorias y partidos del primer equipo; considerado por el entonces técnico, Pablo Garabello, manteniendo tal regularidad al año siguiente con el ‘Rolo’ Flórez.
Su primer gol como profesional lo anota el 15 de febrero de 2021 en un partido por el Torneo de Ascenso 2021-I ante el Barranquilla F. C. al minuto 16’ de juego.
Finaliza su etapa en el conjunto bogotano en julio de 2021, habiendo disputado treinta y cinco partidos, y registrando dos goles.

### Cesión en Atlético Huila

#### Consolidación en primera (2021)
Es presentado para el Torneo Finalización 2021 como refuerzo en Atlético Huila; llegando a préstamo desde Fortaleza, solicitado por su entonces técnico, Dayron Pérez, siendo esta su primera incursión en la Primera División de Colombia.
Su etapa en el club finaliza tras una deslucida temporada colectiva, descendiendo de categoría; siendo dirigido por tres entrenadores en seis meses —Dayron Pérez, Alberto Rujana y Carlos Abella—. Sin embargo con correctas presentaciones individuales, registrando un gol en quince encuentros.

### Cesión en Cortuluá

#### (2022)
En enero de 2022 es presentado como nuevo jugador de Cortuluá, llegando a préstamo por un año desde Fortaleza, bajo solicitud del técnico Manuel Suárez.
Aunque colectivamente el club vallecaucano no finaliza la Temporada 2022 de buena manera, descendiendo de categoría. Individualmente, el extremo logra sobresalir, pese a registrar solo una asistencia en veintisiete presencias, y finalizando así su etapa en Tuluá.

### Cesión en Deportivo Pereira

#### (2023)
Es presentado en enero de 2023 como nuevo jugador del Deportivo Pereira, llegando a préstamo por seis meses desde Fortaleza, aprobado por su entonces técnico, Alejandro Restrepo.
En este año disputa su primer torneo continental, jugando la Copa Libertadores 2023 —en la que llegaría a cuartos de final—. Su debut continental se da en un partido ante Colo-Colo por la mencionada competición, ingresando al minuto 69’ de juego, sustituyendo a Arley Rodríguez.
Pese a no mantener la regularidad que tuvo en clubes previos, compite por primera vez puestos superiores en la tabla de Primera División; jugando doce partidos, y registrando una asistencia.

### Cesión en Al-Sailiya

#### (2023-24)
En agosto de 2023 es anunciado como nuevo refuerzo en el Al-Sailiya de la Segunda División de Catar, llegando cedido desde Fortaleza, siendo esta su primera incursión fuera de su país.
Bajo la dirección de Sami Trabelsi, entonces técnico del club, disputó once partidos, en los que registró un gol y dos asistencias.

### Cesión en Millonarios

#### (2024)
En julio de 2024 es presentado como nuevo jugador de Millonarios, cedido por un año desde Fortaleza; pretendido por el técnico Alberto Gamero, de cara al segundo semestre de la Temporada 2024.

## Estadísticas

### Clubes
Actualizado al último partido jugado el 25 de mayo de 2025.
| Club                          | Div.          | Temporada     | Liga  | Liga  | Liga   | Copas | Copas | Copas  | Internacionales | Internacionales | Internacionales | Total | Total | Total  | Media Goleadora |
| Club                          | Div.          | Temporada     | Part. | Goles | Asist. | Part. | Goles | Asist. | Part.           | Goles           | Asist.          | Part. | Goles | Asist. | Media Goleadora |
| ----------------------------- | ------------- | ------------- | ----- | ----- | ------ | ----- | ----- | ------ | --------------- | --------------- | --------------- | ----- | ----- | ------ | --------------- |
| Fortaleza C.E.I.F. · Colombia | 2.ª           | 2019          | 0     | 0     | 0      | 1     | 0     | 0      | -               | -               | -               | 1     | 0     | 0      | 0               |
| Fortaleza C.E.I.F. · Colombia | 2.ª           | 2020          | 10    | 0     | 0      | 2     | 0     | 0      | -               | -               | -               | 12    | 0     | 0      | 0               |
| Fortaleza C.E.I.F. · Colombia | 2.ª           | 2021          | 20    | 2     | ?      | 2     | 0     | 0      | -               | -               | -               | 22    | 2     | ?      | 0,09            |
| Fortaleza C.E.I.F. · Colombia | Total club    | Total club    | 30    | 2     | ?      | 5     | 0     | 0      | -               | -               | -               | 35    | 2     | ?      | 0,05            |
| Atlético Huila · Colombia     | 1.ª           | 2021          | 15    | 1     | 0      | -     | -     | -      | -               | -               | -               | 15    | 1     | 0      | 0,06            |
| Atlético Huila · Colombia     | Total club    | Total club    | 15    | 1     | 0      | -     | -     | -      | -               | -               | -               | 15    | 1     | 0      | 0,06            |
| Cortuluá · Colombia           | 2.ª           | 2021          | 1     | 0     | 0      | -     | -     | -      | -               | -               | -               | 1     | 0     | 0      | 0               |
| Cortuluá · Colombia           | 1.ª           | 2022          | 26    | 0     | 1      | -     | -     | -      | -               | -               | -               | 26    | 0     | 1      | 0               |
| Cortuluá · Colombia           | Total club    | Total club    | 27    | 0     | 1      | -     | -     | -      | -               | -               | -               | 27    | 0     | 1      | 0               |
| Deportivo Pereira · Colombia  | 1.ª           | 2023          | 9     | 0     | 1      | 1     | 0     | 0      | 2               | 0               | 0               | 12    | 0     | 1      | 0               |
| Deportivo Pereira · Colombia  | Total club    | Total club    | 9     | 0     | 1      | 1     | 0     | 0      | 2               | 0               | 0               | 12    | 0     | 1      | 0               |
| Al-Sailiya S. C. Catar        | 2.ª           | 2023-24       | 11    | 1     | 2      | -     | -     | -      | -               | -               | -               | 11    | 1     | 2      | 0,09            |
| Al-Sailiya S. C. Catar        | Total club    | Total club    | 11    | 1     | 2      | -     | -     | -      | -               | -               | -               | 11    | 1     | 2      | 0,09            |
| Millonarios · Colombia        | 1.ª           | 2024          | 13    | 2     | 0      | 1     | 0     | 0      | 0               | 0               | 0               | 14    | 2     | 0      | 0,15            |
| Millonarios · Colombia        | 1.ª           | 2025          | 13    | 5     | 0      | 0     | 0     | 0      | 0               | 0               | 0               | 13    | 5     | 0      | 0,38            |
| Millonarios · Colombia        | Total club    | Total club    | 26    | 7     | 0      | 1     | 0     | 0      | 0               | 0               | 0               | 27    | 7     | 0      | 0,26            |
| Total carrera                 | Total carrera | Total carrera | 118   | 11    | ?      | 7     | 0     | 0      | 2               | 0               | 0               | 127   | 11    | ?      | 0,08            |
|                               |               |               |       |       |        |       |       |        |                 |                 |                 |       |       |        |                 |

Fuente: Soccerway; 365Scores; Transfermarkt